# In fondo alla miniera
In fondo alla miniera (In der Tiefe des Schachtes) è un cortometraggio muto del 1912 sceneggiato e diretto da Joe May. Fu il secondo film di May che qui dirige la moglie, l'attrice Mia May al suo esordio sullo schermo.

## Produzione
Il film - un cortometraggio in due bobine - fu prodotto dalla Continental Kunstfilm GmbH.

## Distribuzione
Uscì in sala a Berlino il 16 novembre 1912. Il film venne distribuito anche in Italia nel 1914 con visto di censura 6110.